# أليكس مونتيرو دي ليما
أليكس مونتيرو دي ليما (بالبرتغالية: Alex Monteiro de Lima) هو لاعب كرة قدم برازيلي في مركز الوسط، ولد في 15 ديسمبر 1988 في البرازيل. لعب مع شيكاغو فاير ونادي فولن وهيوستن دينامو.

## وصلات خارجية
- أليكس مونتيرو دي ليما على موقع دوري كوريا الجنوبية (الإنجليزية)
- أليكس مونتيرو دي ليما على موقع الدوري الأمريكي (الإنجليزية)
- أليكس مونتيرو دي ليما على موقع قاعدة بيانات كرة القدم.إي يو (الإنجليزية)
- أليكس مونتيرو دي ليما على موقع Soccerway.com (الإنجليزية)
- أليكس مونتيرو دي ليما على موقع AS.com (الإسبانية)